# Klášterec nad Orlicí
Klášterec nad Orlicí – miejscowość w północnych Czechach, w kraju pardubickim, powiecie Uście nad Orlicą.

## Położenie
Klášterec nad Orlicí to górska miejscowość letniskowa, położona na południowo-zachodnich obrzeżach Rezerwatu przyrody "Ziemska brama", w południowej części Gór Orlickich, na wysokości od 470 do 620 m n.p.m., około 8 km na północny zachód od miasta Lichkov i około 8,8 km na południowy zachód od polskiej miejscowości Międzylesie.

## Charakterystyka
Jest to stara miejscowość, położona w dolinie Dzikiej Orlicy. Charakteryzuje się wąską i rozciągniętą zabudową. Większość zabudowań stanowią zabytkowe budynki położone wzdłuż dróg. W jej skład wchodzą cztery osady: Čihák, Jedlina, Zbudov i Lhotka. Powierzchnia miejscowości wynosi 17,91 km² i zamieszkuje w niej ponad 900 mieszkańców. Miejscowość stanowi turystyczny punkt wyjściowy wycieczek do przełomu Dzikiej Orlicy.

## Historia
Po raz pierwszy nazwa miejscowości pojawia w roku 1279. Miejscowość została założona w XIII wieku na miejscu wcześniejszej osady, przy benedyktyńskim klasztorze, który około XIV wieku został przejęty przez zakon cyriaków. Miasto podczas wojen husyckich zostało zniszczone, a klasztor wraz z kościołem został spalony i zburzony przez husytów. Klasztor nie został odbudowany, a w 1452 roku odbudowano kościół w stylu gotyckim, przebudowywany kilkukrotnie w późniejszym okresie.

## Zabytki
- Kamień przy fundamencie ołtarza w kościele św. Krzyża z czterema herbami rodowymi.
- Zabytkowy gotycki kościół św. Krzyża z przełomu XIII wieku, z barokowym wnętrzem.